# Híres québeciek listája
Ez a lista Québec város híres személyiségeinek névsorát tartalmazza.

## A
- André Arthur politikus és rádiós műsorvezető

## B
- Alfred Bailey költő
- Steve Barakatt zenész
- Marty Barry korábbi NHL-jégkorongozó
- Johanne Bégin vízilabdázó (Sydney 2000)
- Myriam Bédard kétszeres olimpiai bajnok biatlonista (Lillehammer 1994)
- Patrice Bergeron jégkorongozó, a Boston Bruins játékosa
- Steve Bernier jégkorongozó, a New Jersey Devils játékosa
- Sylvie Bernier olimpiai bajnok műugró (Los Angeles 1984)
- Martin Biron jégkorongozó, a New York Rangers kapusa
- Mathieu Biron korábbi NHL-jégkorongozó, jelenleg a Hamburg Freezers játékosa
- Céline Bonnier színésznő
- Francis Bouillon jégkorongozó, a Nashville Predators játékosa
- Gaétan Boucher olimpiai bajnok gyorskorcsolyázó (Szarajevó 1984)

## C
- Lawrence Cannon politikus, Kanada külügyminisztere (2008-2011)
- Marc Chouinard korábbi NHL-jégkorongozó, jelenleg a Kölner Haie játékosa
- Jean-Philippe Côté korábbi NHL-jégkorongozó, jelenleg a Norfolk Admirals játékosa

## D
- Kevin Dineen korábbi NHL-jégkorongozó, jelenleg a Florida Panthers edzője
- Stéphane Dion politikus
- Jessica Dubé műkorcsolyázó
- Paul-Henri DuBerger festő
- Gaétan Duchesne volt profi jégkorongozó
- Campbell Mellis Douglas a Viktória-kereszt (Victoria Cross) kanadai kitüntetettje

## F
- Jonathan Ferland korábbi NHL-jégkorongozó
- Jeff Fillion rádiós műsorvezető, üzletember
- Glenn Ford filmszínész

## G
- Simon Gagné jégkorongozó, a Tampa Bay Lightning játékosa
- André-Philippe Gagnon humorista
- Jacques Gaines zenész, a Soul Attorneys együttes alapítója
- Marc Garneau űrhajós, politikus
- Richard Garneau sportújságíró
- Emile Genest színész
- Marie Gignac színésznő
- Neil Gillman rabbi, filozófus
- Rémy Girard színész
- Alexandre Giroux korábbi NHL-jégkorongozó, a Dinamo Riga (KHL) játékosa
- Elena Grosheva tornásznő

## H
- Anne Hébert író és költő
- Paul Hébert színész

## K
- Larkin Kerwin fizikus, Kanadai Űrügynökség egykori elnöke
- Cornelius Krieghoff festő

## L
- Régis Labeaume politikus, polgármester
- Audrey Lacroix úszónő
- Michel Lamarche egykori hivatásos pankrátor
- Stéphane Lapointe filmrendező
- Jacques Leblanc színész
- Félix Leclerc zenész
- Robert Lepage színész
- Jean Lesage ügyvéd és politikus
- Okill Massey Learmonth a Viktória-kereszt (Victoria Cross) kanadai kitüntetettje

## M
- Norm Macdonald humorista
- Simon Mailloux a Canadian Forces tisztje
- Joe Malone korábbi NHL-jégkorongozó
- Pauline Marois politikusnő
- Rick Martel egykori hivatásos pankrátor
- Mitsou pop-énekesnő
- Terry Mosher karikaturista

## P
- Bruno Pelletier zenész
- François Pérusse humorista
- Pierre Pettigrew politikus, kanadai külügyminiszter (2004-2006)
- Jacques Poulin író
- Marc-Antoine Pouliot jégkorongozó, a Phoenix Coyotes játékosa

## R
- Manon Rhéaume női jégkorong kapus
- Jacques Richard egykori NHL-jégkorongozó
- Alys Robi énekesnő
- Gabrielle Roy írónő
- Patrick Roy korábbi NHL-kapus

## S
- Paul Stastny jégkorongozó, a Colorado Avalanche játékosa
- Yan Stastny jégkorongozó, jelenleg a Thomas Sabo Ice Tigers Nürnberg játékosa

## T
- Louis-Alexandre Taschereau politikus
- Yves Thériault író
- Marie Tifo színésznő
- Roland Michel Tremblay író
- Mélanie Turgeon síző
- Richard Ernest William Turner a Viktória-kereszt (Victoria Cross) kanadai kitüntetettje

## V
- Richard Verreau énekes
- Gilles Vigneault zenész, költő, dalszövegíró

## W
- Mike Ward humorista

## Egyházi személyiségek
- Boldog Catherine de Saint-Augustin (1632-1664)
- Boldog Marie Guyart
- Szent Marguerite d'Youville
- Boldog François-Xavier de Montmorency-Laval Új-Franciaország első püspöke, a Québec-i Szeminárium alapítója
- Tiszteletre méltó Alfred Pampalon redemptorista pap
- Marc Ouellet bíboros
- Elzéar-Alexandre Taschereau Kanada első bíborosa

## Fordítás
- Ez a szócikk részben vagy egészben  a   List of people from Quebec City című angol Wikipédia-szócikk ezen változatának fordításán alapul.  Az eredeti cikk szerkesztőit annak laptörténete sorolja fel. Ez a jelzés csupán a megfogalmazás eredetét és a szerzői jogokat jelzi, nem szolgál a cikkben szereplő információk forrásmegjelöléseként.